# Wapen van Oude Pekela

Het wapen van Oude Pekela

Het wapen van Oude Pekela werd op 21 maart 1853 per besluit van de minister van Binnenlandse Zaken  aan de Groninger gemeente Oude Pekela verleend. Vanaf 1990 is het wapen niet langer als gemeentewapen in gebruik omdat de gemeente Oude Pekela opging in de gemeente Pekela. Van het wapen van oude Pekela werd het schip en de zee in moderne stijl overgenomen op het nieuwe wapen van Pekela. Van de zes liggende turven bleven er twee over.

## Blazoenering
De blazoenering van het wapen luidt als volgt:
Een schild van goud, beladen met een antiek schip van sabel, drijvende op eene zee van sinopel en accosté in de bovenste helft van zes liggende turven van sabel.

## Verklaring
Het schip staat symbool voor de plaatselijke nijverheid halverwege de 19 eeuw: scheepvaart, scheepsbouw en het veenbedrijf. oude scheepsbouw. De zes blokjes turf staan voor het verveningsgeschiedenis van het gebied.

## Verwante wapens

Wapen van Pekela